# دهستان بورکی
دهستان بورکی یکی از دهستان‌های شهرستان کازرون در استان فارس ایران است.

## جمعیت
دهستان بورکی در بخش خشت قرار دارد و بر پایه سرشماری عمومی نفوس و مسکن سال ۱۳۹۰، جمعیت آن ۳٬۳۶۸ نفر (در ۹۴۲ خانوار) بوده‌است.